# Тирносливка
Тирносли́вка (болг. Търносливка) — село в Кирджалійській області Болгарії. Входить до складу общини Ардино.

## Населення
За даними перепису населення 2011 року у селі проживали 123 особи, усі — турки.
Розподіл населення за віком у 2011 році:
Динаміка населення: